# Corryocactus
Corryocactus é um gênero botânico da família Cactaceae.

## Sinonímia
- Corryocereus Fric & Kreuz.
- Erdisia Britton & Rose
- Eulychnocactus Backeb.

## Espécies
- Corryocactus apiciflorus
- Corryocactus aureus
- Corryocactus ayacuchoensis
- Corryocactus brachypetalus
- Corryocactus brevistylus
- Corryocactus chachapoyensis
- Corryocactus charazanensis
- Corryocactus erectus
- Corryocactus huincoensis
- Corryocactus melanotrichus
- Corryocactus pulquiensis
- Corryocactus quadrangularis
- Corryocactus squarrosus
- Corryocactus tenuiculus